# ASV Oostende KM
El Athletische Sportvereniging Oostende Koninklijke Maatschappij (en español: Asociación Deportiva Atlética de Ostende Sociedad Real), conocido simplemente como ASV Oostende KM, fue un equipo de fútbol de Bélgica de la ciudad de Oostende en la provincia de Flandes Occidental. Estaba afiliado a la Real Asociación Belga con la matrícula nº 53 y sus colores eran el verde y rojo. En 1981 AS Oostende se fusionó con KVG Oostende, el otro club de fútbol de Oostende en la serie nacional, para formar KV Oostende. A continuación, se eliminó la matrícula número 53.

## Historia
Fue fundado en el año 1911 en la ciudad de Ostende con el nombre de Association Sportive Ostendaise (AS Oostende). 
El club jugó en Segunda división desde 1922 y permanecería ahí durante varias décadas, aunque bajó varias veces (cada vez por un período corto) a Tercera división.
Debido a sus veinticinco años de existencia, el club obtuvo el título real en 1937. El nombre de ASO se cambió a Athletische Sportvereeniging Oostende Koninklijke Maatschappij. En 1947 se cambió la ortografía a Athletische Sportvereniging Oostende Koninklijke Maatschappij (AS Oostende KM para abreviar).
En 1969 logró proclamarse campeón de Segunda División (el equipo de Ostende terminó la temporada con tantos puntos como el Crossing Club Molenbeek y ascendió a la máxima división junto con ese club).
Sin embargo, la permanencia en el nivel más alto duró poco, quedando colista y bajando. Las cosas se pusieron aún más dramáticas cuando el club terminó penúltimo en la segunda división en la temporada siguiente, en 1970/71, descendiendo de nuevo.
La estancia en Tercera también duró poco, pues en 1973 se proclamaron campeones de su grupo y ascendieron.
AS Oostende estaba una vez más en ascenso, porque en 1974 la gente de Ostende volvió a conseguir ascender. Volvía a competir en la máxima división por segunda vez. Allí durarían tres temporadas esta vez, con un mejor resultado el duodécimo puesto.
Tras el descenso de 1977, comenzó un período difícil para el club, tanto en términos deportivos como económicos. En 1979 el AS Oostende descendería definitivamente a Tercera División.
Después de años de rumores y conversaciones exploratorias, el club se fusionaría en 1981 con su archirrival KVG Oostende, el otro club de Ostende en la serie nacional. El club de fusión se llamó Koninklijke Voetbalclub Oostende (abreviado KV Oostende ) y siguió jugando con el número 31 de KVG Oostende. Se eliminó la matrícula nº 53 de AS Oostende. Los colores del club eran rojo, amarillo y verde, una combinación de los colores de ASO (rojo y verde) y VGO (rojo y amarillo). KV Oostende comenzó en la Tercera División. 
El equipo militó por 4 temporadas en la Primera División de Bélgica, en donde disputó 206 partidos, ganando 44, empatando 63 y perdiendo 99, anotó 244 goles y recibió 402.

## Resultados
| Temporada | División | División | División | División | Denominación                           | Puntos                                 | Observaciones |                                        |
|           | I        | II       | P.II     |          |                                        |                                        | |                                        |
| --------- | -------- | -------- | -------- | -------- | -------------------------------------- | -------------------------------------- | --- | -------------------------------------- |
| 1922/23   |          | 14       |          |          | Segunda                                | 14                                     | |                                        |
| 1923/24   |          | 4        |          |          | Segunda A                              | 31                                     | |                                        |
| 1924/25   |          | 9        |          |          | Segunda A                              | 23                                     | |                                        |
| 1925/26   |          | 9        |          |          | Segunda A                              | 25                                     | Descenso por reforma de la competición                                                                                               |                                        |
|           | I        | II       | III      | P.II     | desde 1926/27 hay 3 niveles nacionales | desde 1926/27 hay 3 niveles nacionales | desde 1926/27 hay 3 niveles nacionales                                                                                               | desde 1926/27 hay 3 niveles nacionales |
| 1926/27   |          |          | 5        |          | Tercera A                              | 28                                     | |                                        |
| 1927/28   |          |          | 14       |          | Tercera A                              | 0                                      | Descalificación que causa la cancelación de todos los resultados                                                                     |                                        |
| 1928/29   |          |          |          | ?        | Segunda Prov. W-Vl.                    | ?                                      | |                                        |
| 1929/30   |          |          | 5        |          | Tercera A                              | 31                                     | |                                        |
| 1930/31   |          |          | 1        |          | Tercera A                              | 39                                     | |                                        |
| 1931/32   |          | 7        |          |          | Segunda A                              | 27                                     | |                                        |
| 1932/33   |          | 9        |          |          | Segunda A                              | 23                                     | |                                        |
| 1933/34   |          | 9        |          |          | Segunda A                              | 22                                     | |                                        |
| 1934/35   |          | 2        |          |          | Segunda A                              | 31                                     | |                                        |
| 1935/36   |          | 13       |          |          | Segunda B                              | 21                                     | Como penúltimo, Ostende debía descender, pero debido a un fraude de competición por parte del AS Herstalienne, este último descendió |                                        |
| 1936/37   |          | 13       |          |          | Segunda B                              | 16                                     | |                                        |
| 1937/38   |          |          | 1        |          | Tercera D                              | 39                                     | |                                        |
| 1938/39   |          | 10       |          |          | Segunda A                              | 21                                     | |                                        |
| 1939/40   |          |          |          |          |                                        |                                        | sin competición por II Guerra Mundial                                                                                                |                                        |
| 1940/41   |          |          |          |          |                                        |                                        | sin competición por II Guerra Mundial                                                                                                |                                        |
| 1941/42   |          | 9        |          |          | Segunda B                              | 20                                     | |                                        |
| 1942/43   |          | 13       |          |          | Segunda B                              | 16                                     | |                                        |
| 1943/44   |          | 15       |          |          | Segunda A                              | 11                                     | |                                        |
| 1944/45   |          |          |          |          |                                        |                                        | sin competición por II Guerra Mundial                                                                                                |                                        |
| 1945/46   |          | 15       |          |          | Segunda A                              | 19                                     | |                                        |
| 1946/47   |          | 14       |          |          | Segunda B                              | 22                                     | |                                        |
| 1947/48   |          |          | 3        |          | Tercera A                              | 35                                     | |                                        |
| 1948/49   |          |          | 1        |          | Tercera B                              | 52                                     | |                                        |
| 1949/50   |          | 4        |          |          | Segunda A                              | 33                                     | |                                        |
| 1950/51   |          | 5        |          |          | Segunda A                              | 36                                     | |                                        |
| 1951/52   |          | 3        |          |          | Segunda A                              | 39                                     | |                                        |
|           | I        | II       | III      | IV       | desde 1952/53 hay 4 niveles nacionales | desde 1952/53 hay 4 niveles nacionales | desde 1952/53 hay 4 niveles nacionales                                                                                               | desde 1952/53 hay 4 niveles nacionales |
| 1952/53   |          | 4        |          |          | Segunda                                | 33                                     | |                                        |
| 1953/54   |          | 10       |          |          | Segunda                                | 29                                     | |                                        |
| 1954/55   |          | 7        |          |          | Segunda                                | 30                                     | |                                        |
| 1955/56   |          | 12       |          |          | Segunda                                | 26                                     | |                                        |
| 1956/57   |          | 11       |          |          | Segunda                                | 27                                     | |                                        |
| 1957/58   |          | 15       |          |          | Segunda                                | 23                                     | |                                        |
| 1958/59   |          |          | 4        |          | Tercera B                              | 40                                     | |                                        |
| 1959/60   |          |          | 3        |          | Tercera A                              | 40                                     | |                                        |
| 1960/61   |          |          | 1        |          | Tercera A                              | 46                                     | |                                        |
| 1961/62   |          | 10       |          |          | Segunda                                | 28                                     | |                                        |
| 1962/63   |          | 9        |          |          | Segunda                                | 27                                     | |                                        |
| 1963/64   |          | 5        |          |          | Segunda                                | 31                                     | |                                        |
| 1964/65   |          | 6        |          |          | Segunda                                | 32                                     | |                                        |
| 1965/66   |          | 8        |          |          | Segunda                                | 30                                     | |                                        |
| 1966/67   |          | 6        |          |          | Segunda                                | 34                                     | |                                        |
| 1967/68   |          | 6        |          |          | Segunda                                | 34                                     | |                                        |
| 1968/69   |          | 1        |          |          | Segunda                                | 41                                     | |                                        |
| 1969/70   | 16       |          |          |          | Primera                                | 15                                     | |                                        |
| 1970/71   |          | 15       |          |          | Segunda                                | 17                                     | |                                        |
| 1971/72   |          |          | 7        |          | Tercera A                              | 32                                     | |                                        |
| 1972/73   |          |          | 1        |          | Tercera B                              | 46                                     | |                                        |
| 1973/74   |          | 2        |          |          | Segunda                                | 37                                     | |                                        |
| 1974/75   | 16       |          |          |          | Primera                                | 30                                     | |                                        |
| 1975/76   | 12       |          |          |          | Primera                                | 31                                     | |                                        |
| 1976/77   | 18       |          |          |          | Primera                                | 20                                     | |                                        |
| 1977/78   |          | 5        |          |          | Segunda                                | 37                                     | último en ronda de ascenso con Berchem Sport, KSK Tongeren y KAA Gent                                                                |                                        |
| 1978/79   |          | 16       |          |          | Segunda                                | 16                                     | |                                        |
| 1979/80   |          |          | 3        |          | Tercera A                              | 37                                     | |                                        |
| 1980/81   |          |          | 8        |          | Tercera A                              | 29                                     | |                                        |

## Palmarés
- Segunda División de Bélgica: 1

1968/69
- Tercera División de Bélgica: 5

1930/31, 1937/38, 1948/49, 1960/61, 1972/73

## Jugadores

### Jugadores destacados
- Julien Vandierendounck